# Дунайчицы
Дунайчицы (бел. Дунайчыцы) — деревня в Клецком районе Минской области Белоруссии. В составе Кухчицкого сельсовета. До 2013 года входила в состав Тучанского сельсовета (в 2013 году упразднен). Население 159 человек (2009).

## География
Дунайчицы расположены в 4 км к югу от центра сельсовета, агрогородка Кухчицы и в 7 км к юго-западу от райцентра, города Клецк. Деревня связана местными автодорогами с Кухчицами, Клецком и окрестными деревнями.

### Гидрография
В километре к востоку протекает река Лань, вокруг деревни создана сеть мелиоративных каналов.

## История
Во время пребывания в составе Великого княжества Литовского Дунайчицы входили в Новогрудское воеводство. В результате второго раздела Речи Посполитой (1793) деревня оказались в составе Российской империи, в Слуцком уезде Минской губернии.
На протяжении всего своего существования деревня непрерывно принадлежала (с XVII века до 1939 года) шляхетскому роду Еленских (Яленских). Во второй половине XVIII века Еленские возвели в Дунайчицах дворянскую усадьбу. За дворцом был разбит парк на 8 гектаров, который выходил на реку Лань.
Антон Еленский был одним из участников восстания 1863 года. Из-за этого после подавления восстания имение было конфисковано в государственную казну и в 1869 году продано с аукциона. Однако победителем торгов оказался старший сын Антона Еленского Павел, который таким образом вернул родовое поместье семье.
По Рижскому мирному договору (1921 года) Дунайчицы попали в состав межвоенной Польской Республики. В 1939 году деревня вошла в состав БССР.
28 декабря 2007 года в границы Дунайчицы Тучанского сельсовета включена деревня Поначь-Мурованка.
28 июня 2013 года Дунайчицы переданы из упразднённого Тучанского сельсовета в состав Кухчицкого сельсовета.

## Население

### Численность
- 2009 год — 159 человек

### Динамика
- 2009 год — 159 человек (перепись населения)

## Достопримечательность
- Бывшая усадьба Еленских. Усадебный дом не сохранился. Среди сохранившихся зданий бывшей усадьбы — флигель-сыроварня, кузницы, спиртозавод и спиртохранилище, хозяйственный двор. Все здания пребывают в заброшенном состоянии.